# Větrní jáma Vrbice
Větrní jáma Vrbice byla výdušnou jámou pro černouhelný hlubinný důl Hubert v Hrušově, situována v těsné blízkosti železnice Přerov–Bohumín a jihozápadně od vsi Vrbice. Důl patřil mezi doly Severní dráhy Ferdinandovy v Ostravě. V roce 1993 byla jáma prohlášena kulturní památkou ČR.

## Historie

### Vznik větrní jámy Vrbice
V jihozápadním okraji vrbické části důlního pole byla založena v roce 1911 výdušná jáma Vrbice. Je situována při severní straně železniční trati mezi stanicemi Ostrava hl. n. a Bohumín. Po celou dobu provozu sloužila jako větrní pro východní část důlního pole Hubert / Stachanov. Viditelné umístění jámy bylo zhodnoceno reprezentativním architektonickým návrhem uceleného komplexu z režného zdiva, krytého mansardovými střechami. Architektem stavby je František Fiala. Areál zahrnoval jámovou budovu, malou příhradovou těžní věž a dvě ventilátorovny po stranách s charakteristickými difuzory.
Elektrický pístový kompresor v kompresorovně byl uveden do provozu v roce 1942. Elektromotor vyrobený firmou Siemens-Schuckert Werke o výkonu 545 kW, výkon kompresoru 6 600 m3/hod. vyroben ve Škodových závodech. Dle nalezených dokumentů byl na větrní jámu Vrbice převeden z dolu Zárubek.
V roce 1914 byl instalován elektrický ventilátor soustavy Capell, vyrobený ve Vítkovických železárnách, o výkonu 4 200 m3/minutu, výkon motoru 150 HP. Druhý stejný elektrický ventilátor byl instalován v roce 1928. 
V roce 1916 byla větrní jáma Vrbice vybavena elektrickým asynchronním těžním strojem s dosahem do hloubky 400 m a výkonem 100 HP. Ze stejného roku pochází příhradová těžní věž 16,5 m vysoká (od ohlubně po střed lanovnic) celkově 18,9 m, se dvěma lanovnicemi o průměru 2,5 m, kterou dodala firma Elberzhagen & Glasner v Moravské Ostravě. K dispozici byla jednopatrová klec pro jeden vozík. Na přelomu 50. a 60. let 20. století bylo provedeno stavební a technické rozšíření areálu, které umožnilo fárání mužstva. Těžní stroj je dvojbubnový s asynchronním motorem AEG Union, Vídeň. Výkon motoru 74 kW. Bubny těžního stroje mají průměr 2 100 mm a šířku 950 mm.Těžní zařízení bylo určeno pro jízdu do 6. patra (372 m),rychlost jízdy pro těžbu a osoby byla 4 m/s. Klec jednoetážová pro jeden vozík nebo 14 osob. lano o průměru 25 mm.
Jáma zabezpečovala fárání na hloubku cca 530 m. K dopravě na nejhlouběji uložená pracoviště sloužila od té doby důlní sedačková lanovka, vedená úpadním překopem od nejspodnějšího náraziště jámy. V areálu byly citlivě zakomponována nová budova koupelny. 
Po rozdělení Dolu Stachanov 1. 1. 1974 se stala větrní jáma Vrbice součástí dolu Eduard Urx 5 v Koblově. Po ukončení těžby uhlí na Dole Eduard Urx 5 byl v roce 1992 provoz zastaven, jáma zasypána. Nadále je v provozu degazační stanice, která je trvale využívána k odsávání důlních plynů z podzemí bývalých dolů Hubert / Stachanov v Hrušově a dolu Viktoria / Generalissimus Stalin / Rudý říjen v Heřmanicích.
Jáma byla v rámci útlumu těžby uhlí zasypána v roce 1992.
Větrní jáma Vrbice jako první v revíru využívala důlní metan k ohřevu vody pro koupelny. Potrubí, které přivádělo metan k trysce hořáku, bylo vybaveno zařízením umožňující přebytečný metan vypustit do volného ovzduší. Tato situace mohla nastat při přebytku metanu nebo v době, kdy se voda neohřívala.

### Současný stav
Areál větrní jámy Vrbice se souborem technického vybavení byl 11. 10. 1993 prohlášen kulturní památkou MK ČR čj. 1192/93.
Majitelem vrbického areálu je od roku 1992 společnost Green Gas DPB, která se obnově a záchraně zdejších kulturních památek věnuje již 10 let za významné finanční podpory poskytované z rozpočtu statutárního města Ostravy. Za uplynulé období si práce vyžádaly celkem 6 milionů a 588 tisíc korun, z čehož statutární město Ostrava poskytlo více než 2 miliony korun. I v roce 2013 město dále aktivně přistupovalo k záchraně památek vrbického areálu a poskytlo dotaci ze svého rozpočtu ve výši 400 tis. korun. Konkrétně se jedná o těžní stroj z roku 1916, elektrický pístový kompresor z roku 1913, budovu strojovny a těžní budovu s těžní věží. .

## Údaje o větrní jámě Vrbice
| Název  | druh jámy | založení | hloubka jámy v m | likvidace jámy | těžba | vytěženo v t | dobývací pole v ha | počet pater |
| ------ | --------- | -------- | ---------------- | -------------- | ----- | ------------ | ------------------ | ----------- |
| Vrbice | výdušná   | 1911     | 386,7            | 1992           | -     | -            | -                  | 6           |

## Ubytování
Pro ubytování havířů větrní jámy Vrbice, původně hlubičů větrné jámy, byla postavena (1900–1912) hornická kolonie ve Vrbici, ale byla ve správě dolu Hubert. V 50. letech 20. století v prostoru mezi větrní jámou a kolonií byl postaven domov pro přechodné pracovníky (brigádníky) a mladé vyučence pro potřeby dolu (od června 1954). Z původních 8 jednopatrových domů se dochovalo 6.